# Yeedzin FC
Yeedzin FC was een voetbalclub uit Thimphu, Bhutan.
In 2008 werd de ploeg voor de eerste keer kampioen van Bhutan. De ploeg speelde in het Changlimithangstadion.

## Gewonnen prijzen
- B-Divisie
  - Winnaar (1): 2008